# Pakleštica
Pakleštica (cyr. Паклештица) – wieś w Serbii, w okręgu pirockim, w mieście Pirot. W 2011 roku liczyła 32 mieszkańców.